# Pilea alpina
Pilea alpina är en nässelväxtart som beskrevs av Ignatz Urban. Pilea alpina ingår i släktet pileor, och familjen nässelväxter. Inga underarter finns listade i Catalogue of Life.